# 95. Infanterie-Division (Wehrmacht)
Die 95. Infanterie-Division (95. ID) war ein Großverband des Heeres der Wehrmacht im Zweiten Weltkrieg.

## Geschichte
Einsatzgebiete
- Westwall: September 1939 bis Mai 1940
- Frankreich: Mai bis Dezember 1940
- Deutschland: Dezember 1940 bis Januar 1941
- Polen: Januar bis Juli 1941
- Ostfront, Südabschnitt: Juli 1941 bis Dezember 1942
- Ostfront, Zentralabschnitt: Dezember 1942 bis Juni 1944

### Aufstellung
Die Division wurde 1939 als Teil der 5. Aufstellungswelle in den IX und VI auf den Truppenübungsplätzen Wildflecken und Hammelburg aufgestellt.

### Westwall
Die Feldverwendungsfähigkeit wurde erst im November 1940 erreicht, vorher diente sie zur Grenzsicherung am Westwall.

### Westfeldzug
Im Westfeldzug stieß sie im Juni 1940 bei Merzig die Maginotlinie vor. Nach Abschluss der Kampfhandlungen verlegte die Division in die Heimatgarnisonen.

### Beurlaubung
Die Division wurde ab August 1940 beurlaubt.
Im Februar 1941 erfolgte die Wiedereinberufung.

### Besatzungstruppe Frankreich
Ab März 1941 war sie Besatzungstruppe beim IV. Armee-Korps der 16. Armee der Heeresgruppe A in Frankreich. Wechselte im April 1941 zum XXXXII. AK. Mit diesem Korps erfolgte im Mai der Wechsel zur 15. Armee der Heeresgruppe D.

### Unternehmen Barbarossa
Im Juli 1941 wurde sie an die Ostfront verlegt und nahm an der Schlacht um Kiew teil. Im Oktober 1941 kämpfte sie bei Brjansk und Kursk. 1942 war sie an schweren Gefechten bei Kursk, Woronesch und Gschatsk beteiligt und war im Herbst im Frontbogen von Rschew im Einsatz. 1943 war sie in Abwehrkämpfen bei Jelnja, später bei Brjansk, Gomel und östlich von Bobruisk eingesetzt.

### Umgliederung
Während des Winters 1943/1944 musste die Division neu gegliedert werden. Als Resultat wurde sie in eine „Division neuer Art 44“ umformiert. Im Frühjahr 1944 kämpfte sie erneut bei Bobruisk.

### Vernichtung
Im Juni 1944 wurde sie in der Sommeroffensive der Roten Armee bei Witebsk vernichtet.

### Verwendung der Reste der Division
Aus der Gefechtsordnung der 3. Panzerarmee musste die Division herausgenommen und in die Korpsabteilung H überführt werden.

### Wiederaufstellung 1944
Am 10. September 1944 war sie wieder gefechtsbereit und wurde in Ostpreußen den Resten der geschlagenen Heeresgruppe Mitte unterstellt. Im Winter 1944 kämpfte sie noch bei Tauroggen und an der Memel.

### Kapitulation
Im Februar 1945 kapitulierte die Division bei Pillau und auf der  Halbinsel Hela.

## Kriegsverbrechen
Die Division war an Kriegsverbrechen in Weißrussland beteiligt (Unternehmen Frühlingsfest). Dabei wurden Dörfer durchsucht und niedergebrannt. Die Zivilbevölkerung wurde entweder für den Arbeitsdienst zwangsrekrutiert oder wegen Partisanenverdacht erschossen.

## Kommandeure
| Dienstzeit                               | Dienstgrad                   | Name                         |
| ---------------------------------------- | ---------------------------- | ---------------------------- |
| 25. September 1939 bis 8. Februar 1942   | Generalleutnant              | Hans-Heinrich Sixt von Armin |
| 8. Februar bis 1. März 1942              | Generalleutnant              | Eduard Aldrian               |
| 1. März bis 10. Mai 1942                 | Generalleutnant              | Hans-Heinrich Sixt von Arnim |
| 10. Mai bis 6. September 1942            | Generalleutnant              | Friedrich Zickwolff          |
| 6. September bis 27. September 1942      | Generalleutnant              | Friedrich Karst              |
| 27. September 1942 bis 10. Dezember 1943 | Generalmajor/Generalleutnant | Edgar Röhricht               |
| 9. Dezember 1943 bis 27. Januar 1944     | Generalmajor                 | Gustav Gihr                  |
| 27. Januar bis 2. Mai 1944               | –                            | unbekannt                    |
| 2. Mai bis 28. Juni 1944                 | Generalmajor                 | Herbert Michaelis            |
| 30. Juni bis Juli 1944                   | Generalmajor                 | Joachim-Friedrich Lang       |
| 10. September 1944 bis 16. April 1945    | Generalmajor                 | Joachim-Friedrich Lang       |

## Auszeichnungen
Insgesamt wurden 17 Angehörige der Division mit dem Ritterkreuz des Eisernen Kreuzes und 71 Personen mit dem Deutschen Kreuz in Gold ausgezeichnet.
Ritterkreuzträger
| Dienstgrad             | Name                         | Einheit                                                        | Verleihungsdatum                 |
| ---------------------- | ---------------------------- | -------------------------------------------------------------- | -------------------------------- |
| Generalleutnant        | Hans-Heinrich Sixt von Armin | Divisionskommandeur 95. ID                                     | 22. Sep. 1941                    |
| Oberst                 | Siegfried Runge              | Regimentskommandeur IR 279                                     | 20. Dez. 1941                    |
| Major                  | Josef-Georg Mulzer           | Bataillonskommandeur PiBtl. 195                                | 7. Sep. 1943                     |
| Sanitäts-Unteroffizier | Franz Schmitz                | Gruppenführer 3. Kp./GR 279                                    | 13. Sep. 1943                    |
| Major                  | Otto Frank                   | Bataillonskommandeur I. Btl./GR 278                            | 18. Okt. 1943                    |
| Major                  | Josef-Georg Mulzer           | Bataillonskommandeur PiBtl 195                                 | 10. Jan. 1944, RK mit Eichenlaub |
| Hauptmann              | Ludwig Hoyer                 | Bataillonskommandeur III. Btl./GR 278                          | 23. Feb. 1944                    |
| Leutnant               | Friedrich Fischer            | Kompaniechef 6. Kp./GR 278                                     | 7. Apr. 1944                     |
| Unteroffizier          | Bernhard Sanders             | Gruppenführer 7. Kp./GR 278                                    | 7. Apr. 1944                     |
| Obergefreiter          | Kurt Reuter                  | Gruppenführer 6. Kp./GR 279                                    | 4. Mai 1944                      |
| Generalleutnant        | Edgar Röhricht               | Divisionskommandeur 95. ID                                     | 15. Mai 1944                     |
| Oberfeldwebel          | Cosmas Wolf                  | Kp-Truppführer 3. Kp./GR 279                                   | 25. Jan. 1945                    |
| Hauptmann              | Wilhelm Büsing               | Bataillonskommandeur I. Btl./GR 280                            | 28. Feb. 1945                    |
| Major                  | Othmar Pollmann              | Regimentskommandeur GR 279 und IIa (Divisions-Adjutant) 95. ID | 28. Feb. 1945, RK mit Eichenlaub |
| Hauptmann              | Wendelin Spiegel             | Bataillonskommandeur I. Btl./GR 279                            | 28. Feb. 1945                    |
| Hauptmann              | Hubert Schmidt               | Bataillonskommandeur I. Btl./GR 280                            | 5. März 1945                     |
| Leutnant               | Manfred Groebe               | Zugführer StabsKp./GR 278                                      | 17. März 1945                    |

## Gliederung
| 1939                       | 1942                                | 1943–1945                 |
| -------------------------- | ----------------------------------- | ------------------------- |
| Infanterie-Regiment 278    | Grenadier-Regiment 278              | Grenadier-Regiment 278    |
| Infanterie-Regiment 279    | Grenadier-Regiment 279              | Grenadier-Regiment 279    |
| Infanterie-Regiment 280    | Grenadier-Regiment 280              | Grenadier-Regiment 280    |
| Artillerie-Regiment 195    | Artillerie-Regiment 195             | Artillerie-Regiment 195   |
| --                         | Schnelle Abteilung 195              | Füsilier-Bataillon 95     |
| Panzerabwehr-Abteilung 195 | --                                  | Panzerjäger-Abteilung 195 |
| --                         | Feldersatz-Bataillon 195            | Feldersatz-Bataillon 195  |
| Pionier-Bataillon 195      |                                     |                           |
| Aufklärungs-Abteilung 330  |                                     |                           |
| Nachrichten-Abteilung 195  | Divisions-Nachrichten-Abteilung 330 |                           |
| Versorgungseinheiten 195   | Divisions-Nachschubführer 330       |                           |